# Hjertets Melodier
Hjertets Melodier, opus 5 is een liederenbundel gecomponeerd door Edvard Grieg. Grieg droeg de liederen op aan Hans Christian Andersen.
De bundel bevat vier gedichten van die schrijver uit zijn bundel Phantasier og Skizzer (Fantasieën en schetsen) uit 1831. De vier liederen zijn:
1. To brune øjne (Twee bruine ogen)
2. Du fatter ei bølgernes evige gang (Hart van de dichter), strekking Je begrijpt niet de golven van de zee, maar wel het hart van een dichter, weergegeven in dichtregels.)
3. Jeg elsker dig (Ik houd van jou)
4. Min tanke er et mægtigt fjeld (Mijn gedachten zijn een steile berg)

De eerste druk van de bundel dateert uit april 1865 toen de Deense drukker Chr. E. Horneman Forlag het op de markt bracht. Grieg voerde de liederenbundel in 1866 zelf op met zijn muze Nina Hagerup, die in het jaar daarop zijn vrouw werd.
Grieg bewerkte lied 2 en 3 ook naar een werkje voor piano-solo en gaf ze respectievelijk uit in zijn opus 52 en 41.
Bijzondere aandacht gaat uit neer het lied Jeg elsker dig. Tal van artiesten namen het op binnen het segment klassieke muziek, zoals Kirsten Flagstad, maar ook crooners als Frank Sinatra en Bing Crosby namen het op.